# Campionati del mondo di atletica leggera 2015 - 1500 metri piani maschili
La gara dei 1500 metri piani maschili dei Campionati del mondo di atletica leggera 2015 si è svolta tra il 27 e il 30 agosto.

## Podio
| Pos.    | Atleta                  | Nazionalità | Tempo   |
| ------- | ----------------------- | ----------- | ------- |
| Oro     | Asbel Kiprop            | Kenya       | 3'34"40 |
| Argento | Elijah Motonei Manangoi | Kenya       | 3'34"63 |
| Bronzo  | Abdalaati Iguider       | Marocco     | 3'34"67 |

## Situazione pre-gara

### Record
Prima di questa competizione, il record del mondo (WR) e il record dei campionati (CR) erano i seguenti.
| Record                | Prestazione | Atleta                     | Data                            | Competizione              |
| --------------------- | ----------- | -------------------------- | ------------------------------- | ------------------------- |
| Record mondiale       | 3'26"00     | Hicham El Guerrouj Marocco | 14 luglio 1998 Roma, Italia     |                           |
| Record dei campionati | 3'27"65     | Hicham El Guerrouj Marocco | 24 agosto 1999 Siviglia, Spagna | Campionati del mondo 1999 |

### Campioni in carica
I campioni in carica, a livello mondiale e olimpico, erano:
| Campione | Atleta                    | Prestazione | Data                              | Competizione               |
| -------- | ------------------------- | ----------- | --------------------------------- | -------------------------- |
| Olimpico | Taoufik Makhloufi Algeria | 3'34"08     | 7 agosto 2012 Londra, Regno Unito | Giochi della XXX Olimpiade |
| Mondiale | Asbel Kiprop Kenya        | 3'36"28     | 18 agosto 2013 Mosca, Russia      | Campionati del mondo 2013  |

### La stagione
Prima di questa gara, gli atleti con le migliori tre prestazioni dell'anno erano:
| Pos. | Atleta                    | Prestazione | Data                                        |
| ---- | ------------------------- | ----------- | ------------------------------------------- |
| 1    | Asbel Kiprop Kenya        | 3'26"69     | 17 luglio 2015 Monaco, Principato di Monaco |
| 2    | Taoufik Makhloufi Algeria | 3'28"75     | 17 luglio 2015 Monaco, Principato di Monaco |
| 3    | Abdalaati Iguider Marocco | 3'28"79     | 17 luglio 2015 Monaco, Principato di Monaco |

## Risultati

### Qualificazioni
I migliori 3 di ogni batteria (Q) e i successivi migliori 6 tempi (q) si qualificano per le semifinali.
| Pos. | Batteria | Nome                        | Nazionalità   | Tempo   | Note             |
| ---- | -------- | --------------------------- | ------------- | ------- | ---------------- |
| 1    | 3        | Silas Kiplagat              | Kenya         | 3:38.13 | Q                |
| 2    | 3        | Abdalaati Iguider           | Marocco       | 3:38.14 | Q                |
| 3    | 3        | Nick Willis                 | Nuova Zelanda | 3:38.27 | Q                |
| 4    | 3        | İlham Tanui Özbilen         | Turchia       | 3:38.28 | Q                |
| 5    | 3        | Chris O'Hare                | Gran Bretagna | 3:38.43 | Q                |
| 6    | 3        | Timothy Cheruiyot           | Kenya         | 3:38.50 | Q                |
| 7    | 3        | Robby Andrews               | Stati Uniti   | 3:38.52 | q                |
| 8    | 3        | Mekonnen Gebremedhin        | Etiopia       | 3:38.66 | q                |
| 8    | 3        | Abdi Waiss Mouhyadin        | Gibuti        | 3:38.66 | q                |
| 10   | 3        | David Bustos                | Spagna        | 3:38.75 | q                |
| 11   | 2        | Asbel Kiprop                | Kenya         | 3:38.97 | Q                |
| 12   | 2        | Aman Wote                   | Etiopia       | 3:39.05 | Q                |
| 13   | 2        | Leonel Manzano              | Stati Uniti   | 3:39.22 | Q                |
| 14   | 2        | Pieter-Jan Hannes           | Belgio        | 3:39.31 | Q                |
| 15   | 2        | Morhad Amdouni              | Francia       | 3:39.38 | Q                |
| 16   | 2        | Julian Matthews             | Nuova Zelanda | 3:39.55 | Q                |
| 17   | 2        | Charles Philibert-Thiboutot | Canada        | 3:39.72 | q                |
| 18   | 3        | Carlos Díaz                 | Cile          | 3:39.75 | q                |
| 19   | 2        | Fouad Elkaam                | Marocco       | 3:40.12 |                  |
| 20   | 3        | Yassine Hathat              | Algeria       | 3:40.16 |                  |
| 21   | 2        | Dumisane Hlaselo            | Sudafrica     | 3:40.25 |                  |
| 22   | 2        | Ronald Musagala             | Uganda        | 3:42.12 |                  |
| 23   | 1        | Elijah Motonei Manangoi     | Kenya         | 3:42.57 | Q                |
| 24   | 1        | Taoufik Makhloufi           | Algeria       | 3:42.72 | Q                |
| 25   | 1        | Matthew Centrowitz          | Stati Uniti   | 3:43.17 | Q                |
| 26   | 1        | Charlie Grice               | Gran Bretagna | 3:43.21 | Q                |
| 27   | 1        | Yassine Bensghir            | Marocco       | 3:43.22 | Q                |
| 28   | 1        | Johan Cronje                | Sudafrica     | 3:43.29 | Q                |
| 29   | 1        | Ryan Gregson                | Australia     | 3:43.54 |                  |
| 30   | 1        | Jakub Holuša                | Rep. Ceca     | 3:43.66 |                  |
| 31   | 1        | Henrik Ingebrigtsen         | Norvegia      | 3:43.97 |                  |
| 32   | 1        | Youssouf Hiss Bachir        | Gibuti        | 3:44.48 |                  |
| 33   | 2        | Víctor Corrales             | Spagna        | 3:44.76 |                  |
| 34   | 2        | Salim Keddar                | Algeria       | 3:44.81 |                  |
| 35   | 1        | Dawit Wolde                 | Etiopia       | 3:44.90 |                  |
| 36   | 1        | Benson Seurei               | Bahrein       | 3:45.70 |                  |
| 37   | 1        | Adel Mechaal                | Spagna        | 3:46.05 |                  |
| 38   | 3        | Hélio Gomes                 | Portogallo    | 3:46.32 |                  |
| 39   | 3        | Erick Rodríguez             | Nicaragua     | 3:49.64 | Record nazionale |
| 40   | 1        | Awwad Al-Sharafat           | Giordania     | 4:07.72 |                  |
|      | 2        | Ayanleh Souleiman           | Gibuti        | dnf     |                  |

### Semifinali
I primi cinque di ogni batteria (Q) e i successivi 2 migliori tempi (q) avanzano alla finale
| Pos. | Batteria | Nome                        | Nazionalità   | Tempo   | Note |
| ---- | -------- | --------------------------- | ------------- | ------- | ---- |
| 1    | 2        | Elijah Motonei Manangoi     | Kenya         | 3:35.00 | Q    |
| 2    | 2        | Taoufik Makhloufi           | Algeria       | 3:35.05 | Q    |
| 3    | 2        | Abdalaati Iguider           | Marocco       | 3:35.20 | Q    |
| 4    | 2        | Charlie Grice               | Gran Bretagna | 3:35.58 | Q    |
| 5    | 2        | Timothy Cheruiyot           | Kenya         | 3:35.74 | Q    |
| 6    | 2        | Robby Andrews               | Stati Uniti   | 3:35.88 | q    |
| 7    | 2        | Aman Wote                   | Etiopia       | 3:35.97 | q    |
| 8    | 2        | Johan Cronje                | Sudafrica     | 3:36.59 |      |
| 9    | 2        | Morhad Amdouni              | Francia       | 3:37.79 |      |
| 10   | 2        | Charles Philibert-Thiboutot | Canada        | 3:39.62 |      |
| 11   | 2        | Julian Matthews             | Nuova Zelanda | 3:40.45 |      |
| 12   | 2        | David Bustos                | Spagna        | 3:42.48 |      |
| 13   | 1        | Asbel Kiprop                | Kenya         | 3:43.48 | Q    |
| 14   | 1        | Nick Willis                 | Nuova Zelanda | 3:43.57 | Q    |
| 15   | 1        | Silas Kiplagat              | Kenya         | 3:43.64 | Q    |
| 16   | 1        | Matthew Centrowitz          | Stati Uniti   | 3:43.97 | Q    |
| 17   | 1        | Leonel Manzano              | Stati Uniti   | 3:44.28 | Q    |
| 18   | 1        | Mekonnen Gebremedhin        | Etiopia       | 3:44.31 |      |
| 19   | 1        | Chris O'Hare                | Gran Bretagna | 3:44.36 |      |
| 20   | 1        | Pieter-Jan Hannes           | Belgio        | 3:44.38 |      |
| 21   | 1        | Yassine Bensghir            | Marocco       | 3:44.95 |      |
| 22   | 1        | İlham Tanui Özbilen         | Turchia       | 3:45.70 |      |
| 23   | 1        | Abdi Waiss Mouhyadin        | Gibuti        | 3:46.82 |      |
| 24   | 1        | Carlos Díaz                 | Cile          | 3:47.48 |      |

### Finale
| Pos. | Nome                    | Nazionalità   | Tempo   | Note |
| ---- | ----------------------- | ------------- | ------- | ---- |
|      | Asbel Kiprop            | Kenya         | 3:34.40 |      |
|      | Elijah Motonei Manangoi | Kenya         | 3:34.63 |      |
|      | Abdalaati Iguider       | Marocco       | 3:34.67 |      |
| 4    | Taoufik Makhloufi       | Algeria       | 3:34.76 |      |
| 5    | Silas Kiplagat          | Kenya         | 3:34.81 |      |
| 6    | Nick Willis             | Nuova Zelanda | 3:35.46 |      |
| 7    | Timothy Cheruiyot       | Kenya         | 3:36.05 |      |
| 8    | Matthew Centrowitz      | Stati Uniti   | 3:36.13 |      |
| 9    | Charlie Grice           | Gran Bretagna | 3:36.21 |      |
| 10   | Leonel Manzano          | Stati Uniti   | 3:37.26 |      |
| 11   | Robby Andrews           | Stati Uniti   | 3:38.29 |      |
|      | Aman Wote               | Etiopia       | dnf     |      |